# اچ‌ام‌اس کوک (کی۶۳۸)
اچ‌ام‌اس کوک (کی۶۳۸) (به انگلیسی: HMS Cook (K638)) یک کشتی بود که طول آن ۲۸۶ فوت (۸۷ متر) بود. این کشتی در سال ۱۹۴۵ ساخته شد.